# Parisova sodba
Parisova sodba je zgodba iz grške mitologije, ki je bila eden od dogodkov, ki so privedli do trojanske vojne in (v nekoliko poznejših različicah zgodbe) do ustanovitve Rima.